# Klagenfurt am Wörthersee
Klagenfurt am Wörthersee, 2008-ig Klagenfurt, (szlovénül Celovec) osztrák város, Karintia szövetségi tartomány fővárosa. 101 303 lakosával (2020. január 1. szerint) a tartomány legnépesebb és Ausztria hatodik legnépesebb települése. Mintegy 120 km²-nyi területe a Klagenfurti-medencében, a Wörthi-tó mellett helyezkedik el.
Klagenfurtot 1192-99 között említik először és sokáig jelentéktelen mezővároska volt, míg I. Miksa császár 1518-ban át nem adta a karintiai rendeknek. Ezután gyors fejlődésnek indult és megépültek meghatározó épületei, mint a székesegyház vagy a megyeháza.
Ma az önálló tartományi városi ranggal rendelkező Klagenfurtban működik a karintiai tartományi kormányzat, itt található a Klagenfurtvidéki járás és a Gurki egyházmegye központja, az Alpok-Adria Egyetem, egy nemzetközi repülőtér és számos más szervezet és intézmény. Történelmi óvárosával és kulturális intézményeivel kedvelt turistacélpont.

## Fekvése

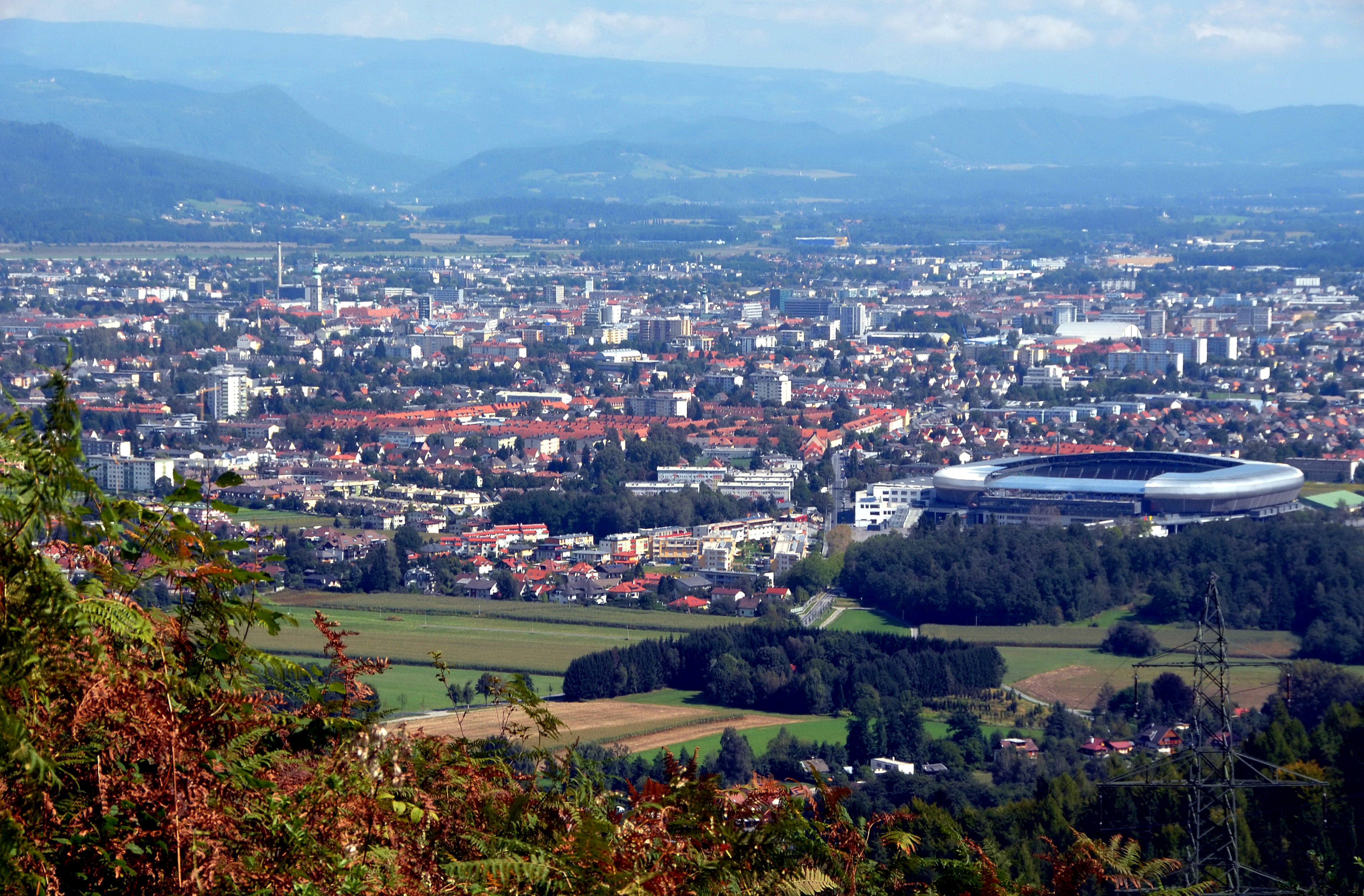
Klagenfurt látképe

Klagenfurt Karintia középső-délkeleti részén fekszik, a Klagenfurti-medence közepén. Területe mind észak-dél, mind kelet-nyugat irányban kb. 15 km-re terjed ki. A városhoz tartozik a Wörthi-tó keleti partja. Déli része eléri a kelet-nyugat irányú Sattnitz-gerinc előhegyeit.
A városközpont 450 méterrel fekszik a tengerszint fölött. Területének legmagasabb pontja az 1022 méteres Ulrichsberg, a legalacsonyabb pedig a 420 méteren található Gurkerbrücke a város keleti határánál. Az önkormányzat 120 km²-nyi területének 33,4%-a mezőgazdasági hasznosítású, 32,9%-a erdő, 19,3% beépített terület, 2,2% víz, 1,3% kert. A maradék 10,9%-ra utak, bányaterületek, parlagok esnek.
Klagenfurt északi részén északnyugat-délkelet irányban folyik át a Glan, amely nem sokkal a várostól keletre a Gurkba (a Dráva mellékfolyójába) torkollik. A Gurk szintén érinti Klagenfurt keleti határát. A városközpontban két, 16. században ásott mesterséges csatorna található: a Wörthi-tóba vezető Lend és a csatornarendszerben mára szinte teljesen eltűnt Feuerbach. A város déli részén halad át a Wörthi-tó vízfölöslegét a Glanba levezető Glanfurt csatorna. Az egyéb, kisebb patakok a Kerbach, Raba, Strugabach, Wölfnitzbach és Viktringerbach.

### Éghajlat
A város éghajlata mérsékelt kontinentális, viszonylag nagy évszakok közti hőmérséklet különbségekkel. A medencében elforduló légköri inverzió miatt (amikor a magasabb légrétegek melegebbek) gyakori a párás-ködös levegő. Az osztrák átlagnál hidegebb telet a délre fekvő Karavankák hegyeiről érkező főn enyhítheti.
| Hónap                         | Jan. | Feb. | Már. | Ápr. | Máj. | Jún. | Júl. | Aug. | Szep. | Okt. | Nov. | Dec. | Év   |
| ----------------------------- | ---- | ---- | ---- | ---- | ---- | ---- | ---- | ---- | ----- | ---- | ---- | ---- | ---- |
| Átlagos max. hőmérséklet (°C) | 0,3  | 4,4  | 10,3 | 14,9 | 20,2 | 23,4 | 25,5 | 25,1 | 20,6  | 14,2 | 5,8  | 0,8  | 13,8 |
| Átlaghőmérséklet (°C)         | −4,0 | −1,4 | 3,6  | 8,3  | 13,7 | 16,9 | 18,8 | 18,2 | 13,8  | 8,2  | 1,7  | −2,7 | 8,0  |
| Átlagos min. hőmérséklet (°C) | −7,2 | −5,4 | −1,3 | 2,8  | 7,8  | 11,1 | 12,9 | 12,7 | 9,0   | 4,3  | −1,0 | −5,2 | 3,4  |
| Átl. csapadékmennyiség (mm)   | 31   | 35   | 50   | 65   | 79   | 114  | 118  | 99   | 90    | 83   | 79   | 49   | 889  |
| Havi napsütéses órák száma    | 3    | 4    | 5    | 6    | 7    | 7    | 8    | 8    | 6     | 4    | 2    | 2    | 61   |
| Forrás:                       |      |      |      |      |      |      |      |      |       |      |      |      |      |

### Közigazgatási beosztása
Klagenfurt 15 kerületre oszlik. 1848-ig a város csak a mai Belvárosból állt, a vele közvetlenül szomszédos négy kerület (St. Veit-i, Völkermarkti, Viktringi és Villachi külvárosok) 1850-ben csatlakoztak az önkormányzatához. Egy 1893-as kisebb módosítástól eltekintve a város a 20. században érte el mai, jóval nagyobb kiterjedését, mikor a környező községi önkormányzatokat kerületbe szervezve hozzácsatolták. Az első ilyen esemény 1938-ban (IX-XII kerületek), a második 1973-ban (XIII-XV) történt.
A kerületeken belül 25 alacsonyabbrendű közigazgatási egység, katasztrális község található (zárójelben nem hivatalos szlovén nevük): Klagenfurt, Blasendorf (Blažnja vas), Ehrenthal, Goritschitzen (Goričica), Großbuch, Großponfeld, Gurlitsch I, Hallegg (Helek), Hörtendorf (Trdnja vas), Kleinbuch, Lendorf (Dhovše), Marolla, Nagra, Neudorf (Nova vas), St. Martin bei Klagenfurt, St. Peter am Karlsberg, St. Peter bei Ebenthal, St. Peter bei Tentschach, St. Ruprecht bei Klagenfurt, Stein (Zakamen), Tentschach, Viktring (Vetrinj), Waidmannsdorf (Otoče), Waltendorf (Vapoča vas), Welzenegg.

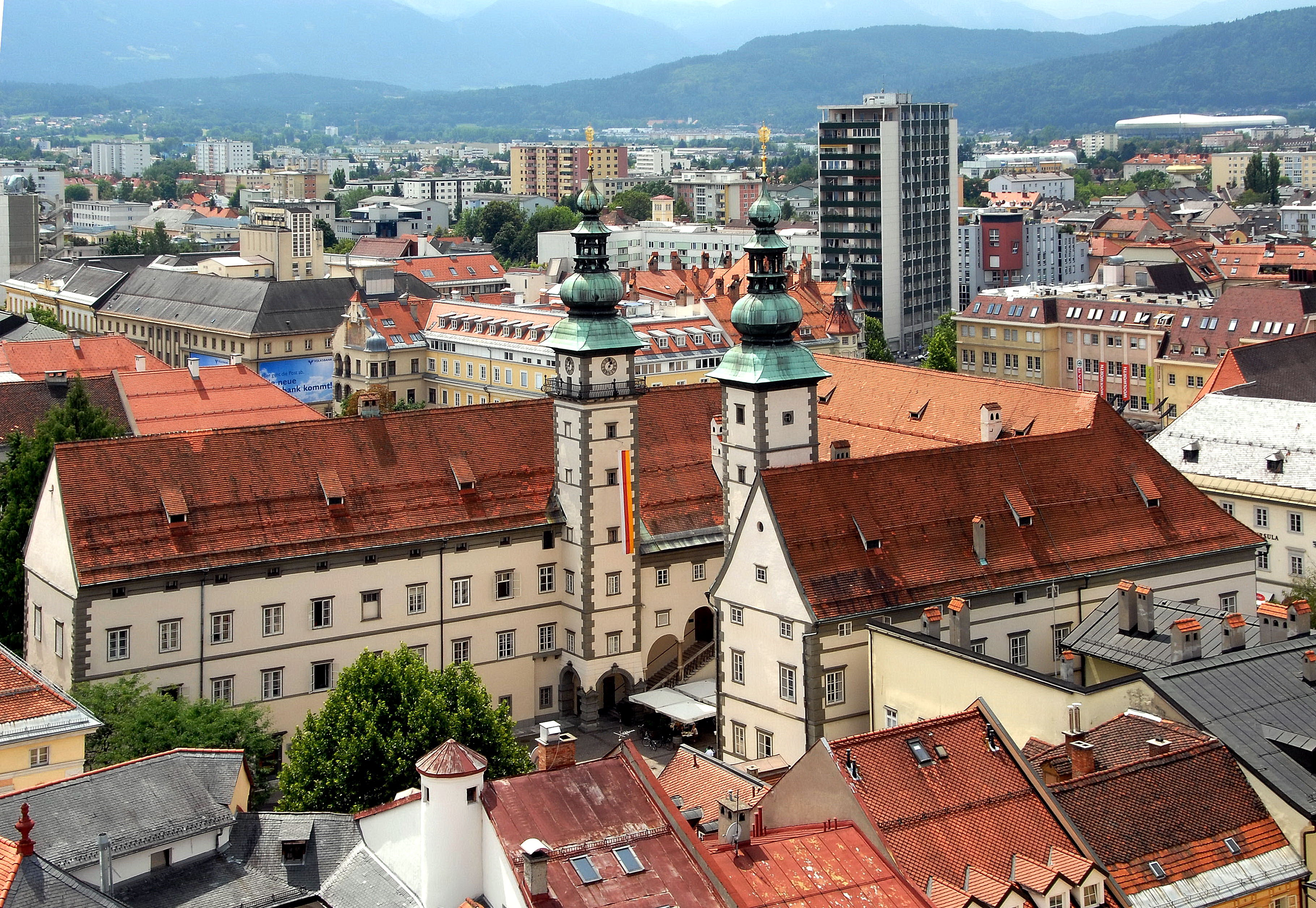
A belváros a megyeházával

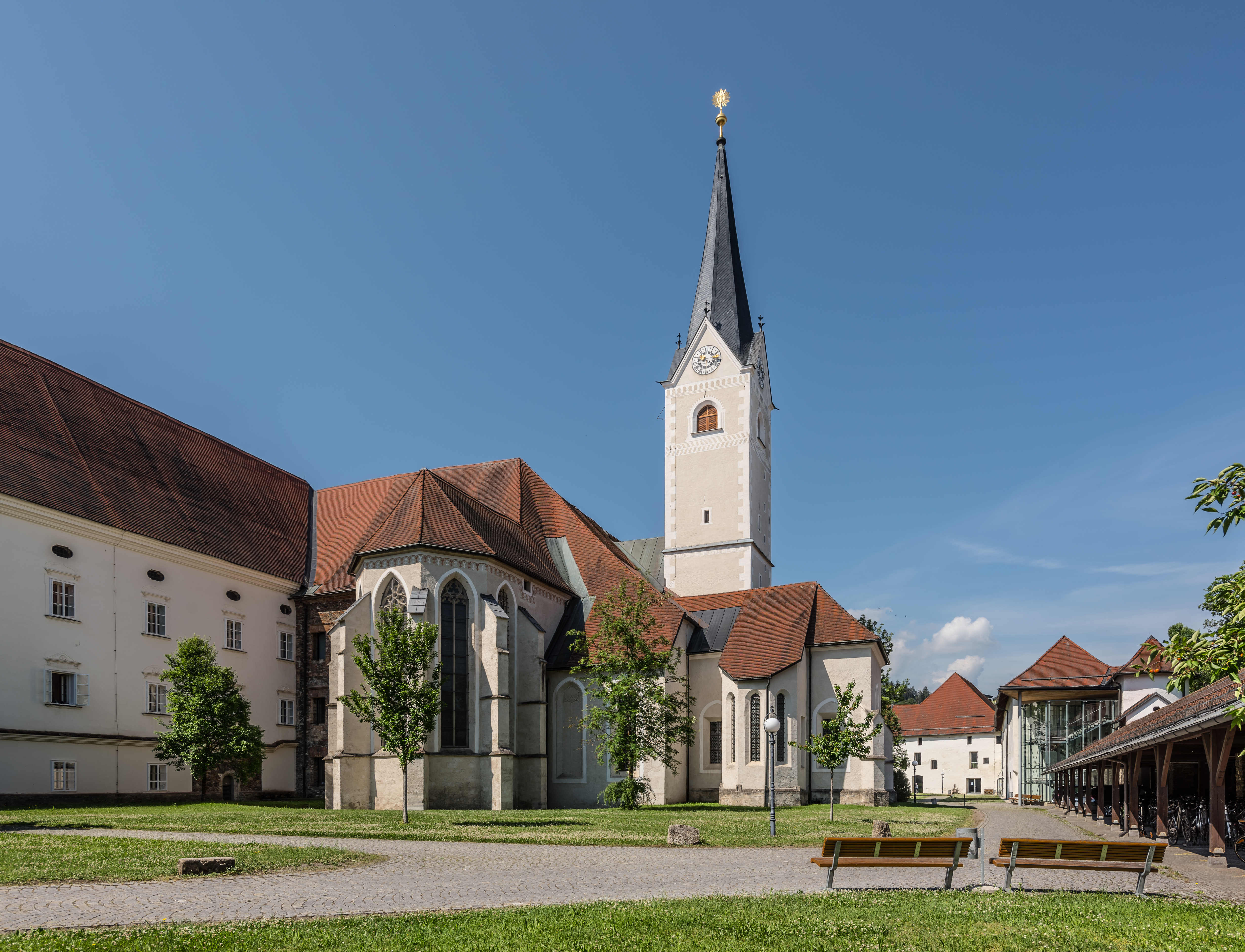
A viktringi apátsági templom

| I-IV | Belváros              | 02 447 |
| V    | Sankt Veit-i külváros | 03 113 |
| VI   | Völkermakti külváros  | 04 408 |
| VII  | Viktringi külváros    | 03 334 |
| VIII | Villachi külváros     | 08 136 |
| IX   | Annabichl             | 11 227 |
| X    | Sankt Peter           | 19 269 |
| XI   | Sankt Ruprecht        | 07 155 |
| XII  | Sankt Martin          | 19 636 |
| XIII | Viktring              | 08 378 |
| XIV  | Wölfnitz              | 04 996 |
| XV   | Hörtendorf            | 02 384 |

## Története

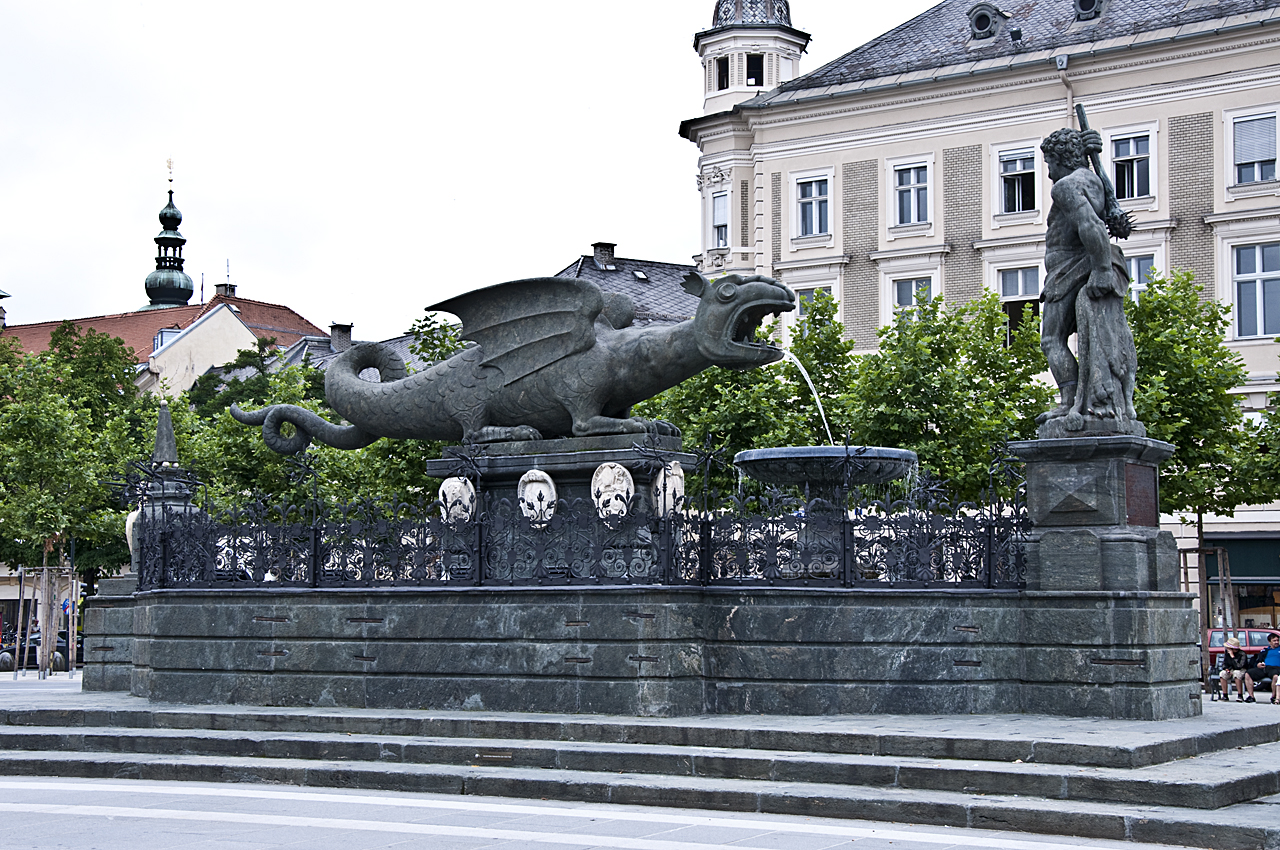
A Lindwurm-kút

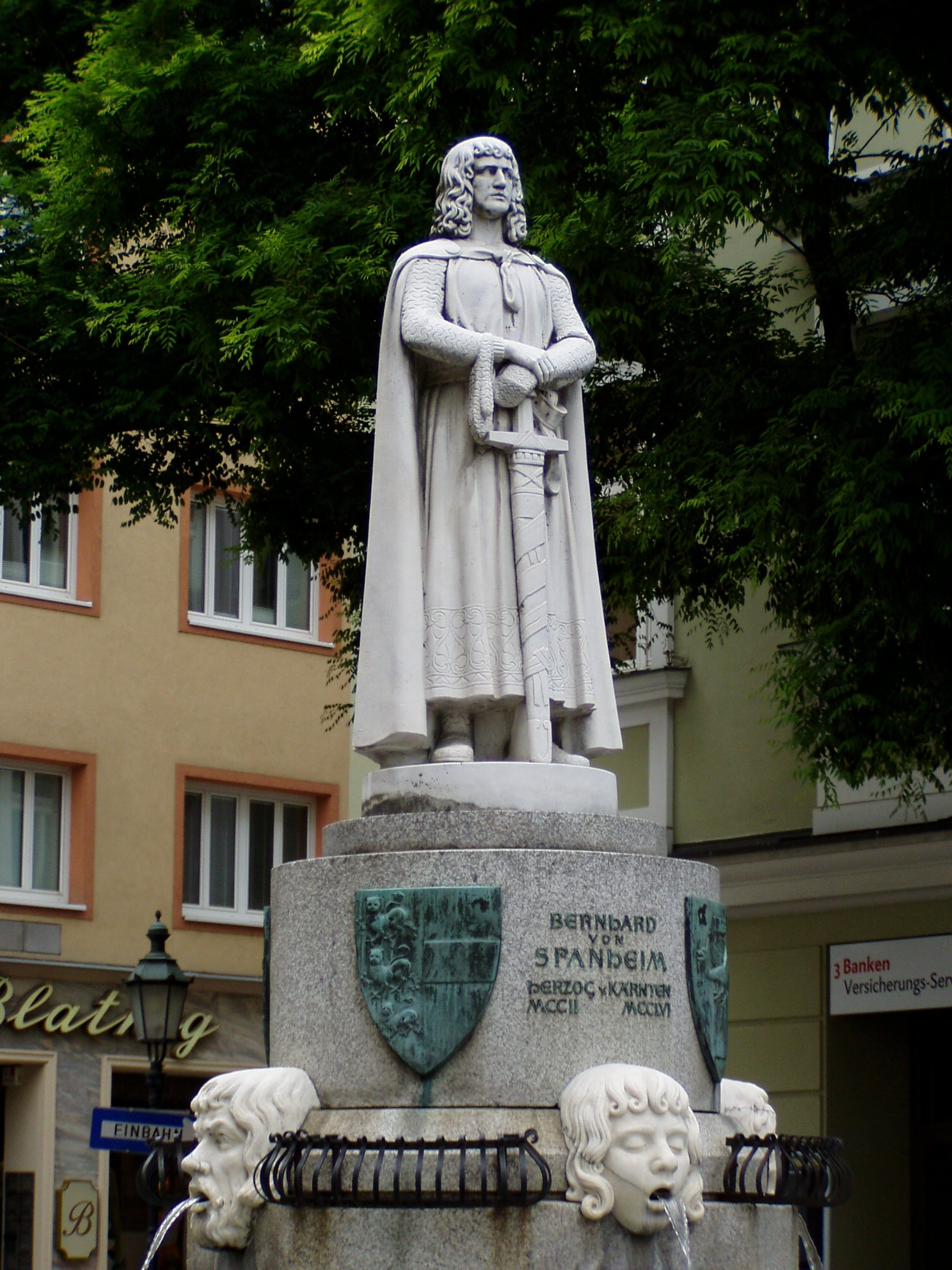
Bernhard von Spanheim szobra

A leginkább elfogadott elmélet szerint Klagenfurt neve római eredetű és szlovén közvetítéssel jutott a németbe. Az eredeti l'aquiliu („vizes hely”) elnevezést a betelepülő szlávok cvilj alakban vették át, amit saját nyelvük szabályai szerint kiegészítettek Cviljovecre. Mivel a cvilja panaszkodást, sirámot jelent, a németek ennek megfelelően fordították le a saját nyelvükre (Klagenfurt = „panaszok gázlója”). Korábban népszerűek voltak más etimológiai magyarázatok, mint hogy a „sirámok helye” a szláv mitológia jajgató víziboszorkányairól, vagy hogy Claudiforum római városról kapta a város a nevét. Noricum római provincia fővárosa, Virunum másik neve valóban Forum Claudii volt és viszonylag közel feküdt, de a mai Klagenfurt helyén nem volt római város.
A legenda szerint a város helyén valamikor mocsár volt, ahol egy hatalmas lindwurm (sárkány) lakott, amely a környező falvak lakosait falta fel, míg néhány bátor ember nem épített egy tornyot, amelynek tetejére egy erős lánchoz és kampóhoz erősített ökröt helyeztek. Amikor a sárkány megette az ökröt, fennakadt a kampón, és így már meg tudták ölni. A történet alapján került a sárkány és torony a város címerébe és ezt ábrázolja a városközpontban a reneszánsz szökőkút (Lindwurmbrunnen) is.
A Lendorfban, Waidmannsdorfban és Viktringben talált leletek alapján i. e. 4000 és 2000 között kezdtek az emberek megtelepedni és kiirtani az erdőt a város mai területén. A régészek a Sattnitz-hegység lábánál fekvő mocsárban bronzkori fatörzsből vájt csónakot, Wölfnitzben és Waidmannsdorfban pedig az urnamezős és a hallstatti kultúra nyomait találták meg.
Noricum kelta királyság, majd római provincia fővárosa, Virunum közel volt a mai Klagenfurthoz, ennek ellenére korabeli település – egy római villa és néhány sír kivételével – nem ismert a helyszínen. Nincsenek tárgyi nyomai a népvándorlás-korabeli szláv betelepülésnek sem. Miután a Frank Birodalom meghódította a szláv Karantánia államot, a leendő Klagenfurt területe a feltételezések szerint a közeli Karnburg 828 körül épített várának birtokába került.

### Középkor
A 12. században a befolyásos Spanheim-család (1122–1279 között Karintia hercegeit adta) szerezte meg a terület birtokjogát. Bernhard von Trixen 1142-ben megalapította a viktringi ciszterci apátságot, mellette pedig létrejött egy kiszolgáló település. Klagenfurt tényleges alapítóiként Hermann (†1181) és Bernhard von Spanheim (†1256) hercegeket tartják: az előbbi vásárteret létesített, az utóbbi pedig a Glan folyó rendszeres áradásai miatt 1246-ban áttelepítette a falut egy árvízbiztos helyre, a mai Alten Platzra. A település első írásos említése 1192-1199 közül származik, amikor a „Chlagenuurt” útvámját a Sankt Paul-i kolostor kapta meg.
A település védelmére várat (első említése 1268-ból) és hat méter magas falat emeltek, elé pedig tíz méter széles árkot ástak. A vár feltehetően a mai megyeháza helyén állt és a herceg csatlósa (ministerialis) irányította. Az első névről ismert klagenfurti papot (Dominus Friedericus, 1255) Maria Saalból küldték a településre. Az első templom valószínűleg a mai Szt. Egyed-plébániatemplom volt, amely a 14. században választotta védőszentjéül Szent Egyedet. A falakon kívül megépült a Szentlélek-templom, amely mellett 1355-ben temető, 1381-ben kórház létesült. Karintia többi városához képest Klagenfurtnak ekkor még igen kis lakossága volt és eltörpült a hercegi székhely Sankt Veit vagy a kereskedelmi központ Villach mellett.

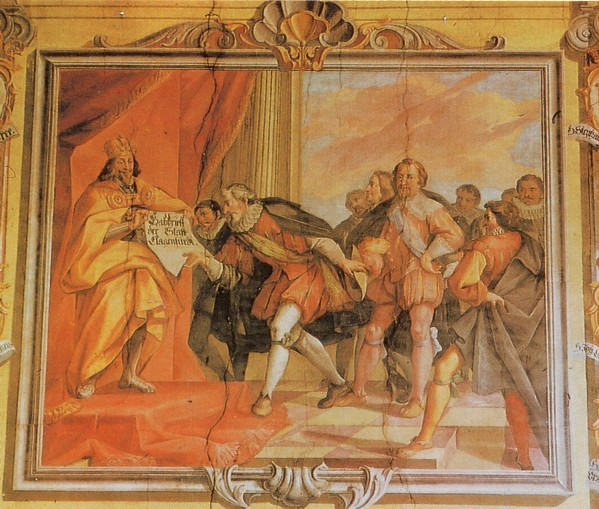
Miksa császár a nemesi rendnek adományozza Klagenfurtot (1740)

1500-ban a gazdag Görz-család kihalásakor I. Miksa német-római király (később császár) örökölte birtokaikat, köztük Klagenfurtot. A karintiai rendek helyzetét erősítette a távol élő hűbérúr, másrészt viszont el kellett bánniuk az 1515-ben fellángoló parasztfelkeléssel, amely magát a fővárost, Sankt Veitet is veszélyeztette. Klagenfurtot 1514-ben majdnem teljesen elpusztította egy tűzvész. Miksa császár, aki nem tudta biztosítani az újjáépítést, a rendek kérésére egy 1518-as rendelettel átadta nekik a várost.

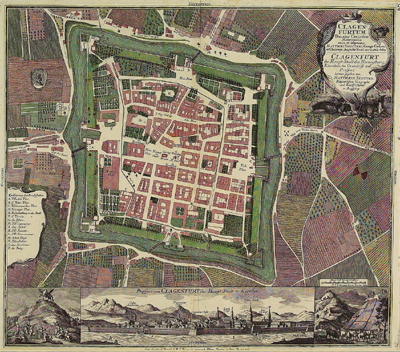
Klagenfurt térképe kb. 1735-ben. Látható a belváros sakktáblaszerű, tervezett elrendezése

Megindult a város újjáépítése, amely során a védművek megtervezésével a híres olasz Domenico dell'Alliót bízták meg. Az építkezés finanszírozását elősegítette, hogy I. Ferdinánd 1529-ben haszonbérbe adta a pénzverési jogot és a pénzverde átkerült Sankt Veit-ből Klagenfurtba. Megépült a Wörthi-tavat a várossal összekötő Lend-csatorna, aminek vizén árut szállítottak, bevezették a várárokba és szükség esetén tűzoltásra is használhatták. A jóval kisebb Feuerbach a Glan vizét vezette a be a településre. Az új városközpont modern tervek szerint, sakktáblaszerűen épült ki. 1574-ben elkészült a megyeháza (Landhaus), 1581-ben pedig a mai székesegyház (akkor még protestáns templom). A 16. század végére elkészültek a védművek is, amelyek az egész régió legmodernebb és legerősebb erődjévé tették a várost. 1587-ben a rendek a városi tanács és a bírák kérésére polgármestert (Christoph Windisch, †1597) állítottak Klagenfurt élére, ő volt a város első polgármestere.
A 16. század második felére Karintia lakosságának nagy része áttért a protestantizmusra, az 1570-es évekre Klagenfurt lakóinak többsége is ezt a vallást követte. A Szt. Egyed- és Szentlélek-templomokban is az új tanokat hirdették, akár csak az újonnan épült Szentháromság-templomban (később katolikus katedrális). A Habsburgok azonban 1595-ben elindították az ellenreformációt és a polgároknak választaniuk kellett a katolikus egyházba való visszatérés vagy a száműzetés között. A protestáns templomokat bezárták, könyveiket elégették.
Az 1600-ban bezárt Szentháromság-templomot átadták a jezsuitáknak és 1604-ben Szent Péter és Pálnak szentelve újra megnyitotta kapuit. A jezsuiták a későbbiekben egészen a rend 1773-as betiltásáig oroszlánrészt vállaltak Klagenfurt vallási és kulturális fejlődésében, többek között támogatták 1617-ben a ferences kolostor és Mária-templomának felépítését, 1646-ban a kapucinus kolostor alapítását és a régebbi templomok újjáépítését. 1787-ben Klagenfurtba került a gurki püspökség központja.

### Újkor
Mire Mária Terézia meghozta közigazgatási reformjait, a rendek már elvesztették korábbi befolyásukat. Klagenfurt tartományi főváros volt 1782-ig, amikor II. József átszervezései nyomán egész Karintia a Grazi kormányzósághoz került.
A napóleoni háborúk idején a francia csapatok 1797-ben rövid időre elfoglalták a várost, majd 1805-1809 között megszállva tartották. Távozásuk előtt felrobbantották a város védőfalait. A Völkermarkti kapu megmaradt, azt egy 1867-es útépítés során bontották el. A városfal helyén ma a belvárost körbevevő körút található.
A magyar szabadságharc után Görgey Artúrt Klagenfurtba internálták. 1858 után a szomszédos Viktringben élt a kiegyezésig.

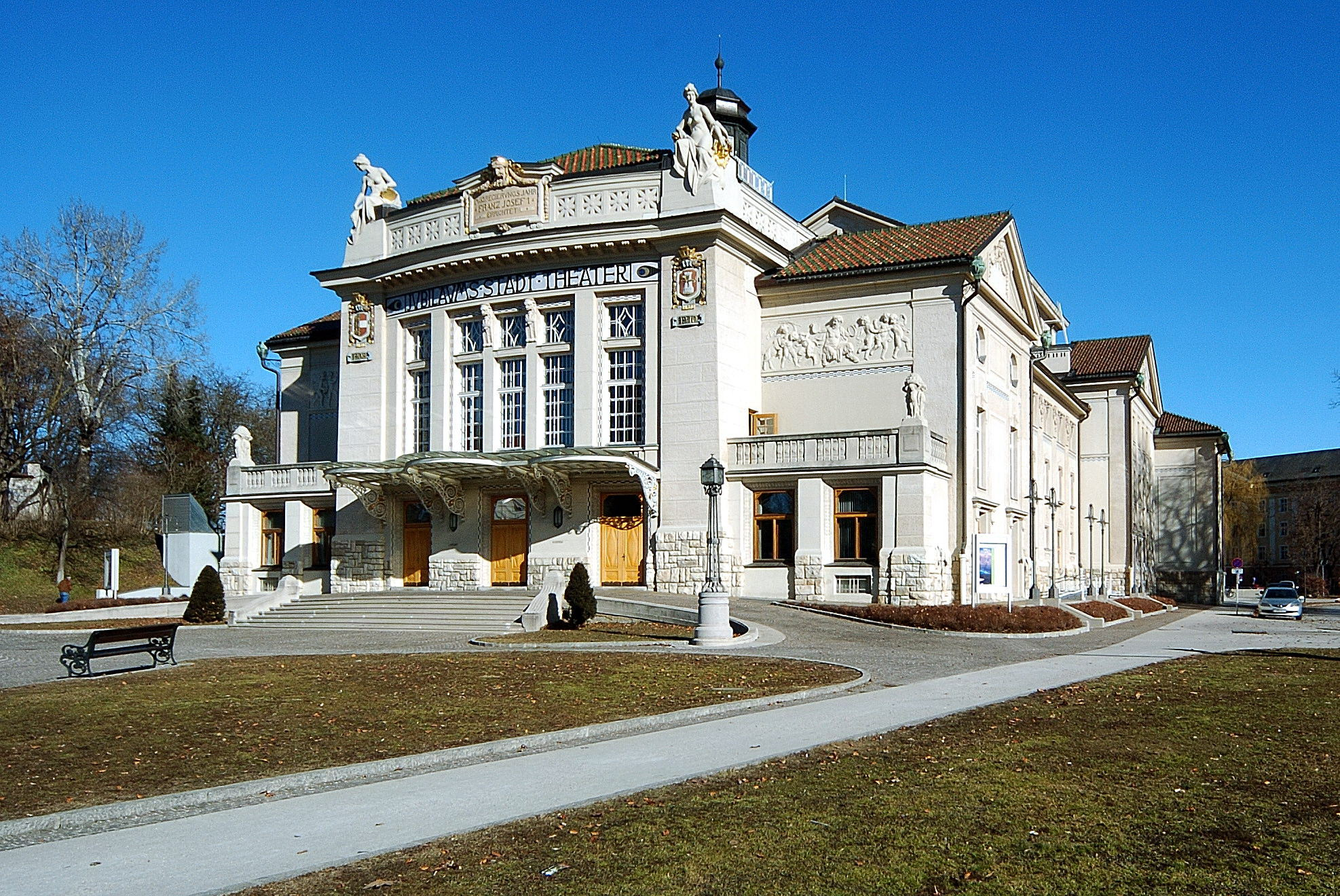
AZ 1910-ben épült városi színház

Az 1848-as polgári forradalom után Karintia visszakapta önálló koronatartományi státuszát és a tartományi kormányzat Klagenfurtban jött létre. 1850-ben megalakult a városi önkormányzat. 1863-ban a Déli vasút elérte a várost. A következő évben megalakult az első karintiai önkéntes tűzoltócsapat, amelynek működése modellül szolgált a Monarchia hasonló szervezetei számára. A város gyors ütemben terjeszkedett, bekebelezve a szomszédos falvakat és elővárosokat. Megépült az evangélikus János-templom (1863–1866), a Karintiai Tartományi Múzeum (1884), a tartományi kórház (1895) és a városi színház (1910). 1885-ben megnyitotta kapuit az első karintiai kiállítás (a mai Klagenfurti vásár elődje). Emellett viszont a városi tanács 1896-ban elvetette az elektromosság bevezetését és a vasúti igazgatóság befogadását (utóbbi Villachba költözött). Néhány évvel később, 1903-ra mégis kiépült az elektromos közvilágítás, az 1891-től üzemelő lóvasút helyett pedig 1911-től pedig villamosok szállították a nagyközönséget.

### A 20. század
Az első világháború nem érintette közvetlenül a várost (bár 2214 polgára elesett a frontokon), csak a fegyverszünet után kellett elszállásolnia a frontról visszatérő katonákat. A megalakuló Jugoszláv Királyság magának követelte a szlovénlakta Dél-Karintiát, csapatai átlépték az ideiglenes határvonalat és 1919. június 6-án megszállták Klagenfurtot. A tartományi kormányzat előbb Spittalba, majd Sankt Veit-be költözött. Július végére a párizsi békekonferencia nyomására kivonták a katonákat, a vitatott területek hovatartozásáról pedig népszavazás döntött 1920 októberében.
Miután a náci Németország 1938-ban az Anschlusszal annektálta Ausztriát, Klagenfurt Karintia gau (1939 márciusa után Reichsgau) központjává vált. A tartományhoz ekkor hozzátartozott Kelet-Tirol, Jugoszlávia megszállása után pedig Szlovénia egy része is. Friedrich von Franz nemzetiszocialista polgármester betiltotta az újságokat, csak a náci Kärntner Grenzruf ("Karintiai Határhírek) maradhatott, a Neue Platz-ot pedig átkeresztelték Adolf Hitler térre.
A kis klagenfurti zsidó közösség (1934-ben 269 fő) szinte teljesen szétszóródott. Az 1939. november 9-i „kristályéjszaka” során megrongálták az imaházukat (később egy bombázás során teljesen megsemmisült), házaikat és temetőjüket. A karintiai zsidók bankszámláit zárolták és a pénz egy részét „önkéntes” emigrációjuk költségeire fordították. A Klagenfurtban maradt zsidókat később letartóztatták és koncentrációs táborokba szállították. Csak kevesen élték túl a második világháborút. 1951-ben mindössze 9 magát izraelita vallásúnak valló lakos élt a városban.
1938. október 15-én Sankt Ruprecht, Sankt Peter, Annabichl és Sankt Martin városokat, valamint Krumpendorf, Lendorf, Hörtendorf, Viktring és Maria Wörth községek egy részét Klagenfurthoz csatolták, így annak népessége 30 ezerről 50 ezerre, területe 618 hektárról 5613 hektárra (kb. kilencszeresére) nőtt.
A háború alatt Lendorf városrészben működött a mauthauseni koncentrációs tábor klagenfurt-lendorfi altábora. A foglyok egy laktanya és egy Waffen-SS kiképzőiskola építésében vettek részt.
1943-ban kisebb bombatámadás érte Klagenfurtot, de komoly bombázása először 1944. január 16-án történt. A három hullámban támadó 90 angolszász repülőgép 1200 bombát szórt a városra, főleg a vasútállomás és a korábbi dohánygyár (ahol egy Bécsújhelyről átköltöztetett repülőgépgyár működött) környékére. A támadásban 234-en meghaltak, 73-an súlyosan megsebesültek. Közvetlenül a háború vége előtt, 1945. április 26-án újabb 2000 tonnányi bombát dobtak Klagenfurtra, így összesen 3412 ház (a lakások 60%-a) pusztult el és 510-en haltak meg a bombázásokban. A frontokon 1665 klagenfurti esett el.
1945. május 8-án a britek bevonultak Klagenfurtba, mindössze néhány órával azelőtt, hogy a jugoszláv csapatok elérték volna a várost. Tito (Sztálin támogatásával) benyújtotta igényét Klagenfurtra és Dél-Karintiára, de a britek nem teljesítették a követelést. Azt azonban nem tudták megakadályozni, hogy a jugoszláv partizánok elhurcolják a menekülteket, sőt a karintiai lakosokat. Klagenfurt egészen 1955-ig a brit megszállási zónához tartozott.

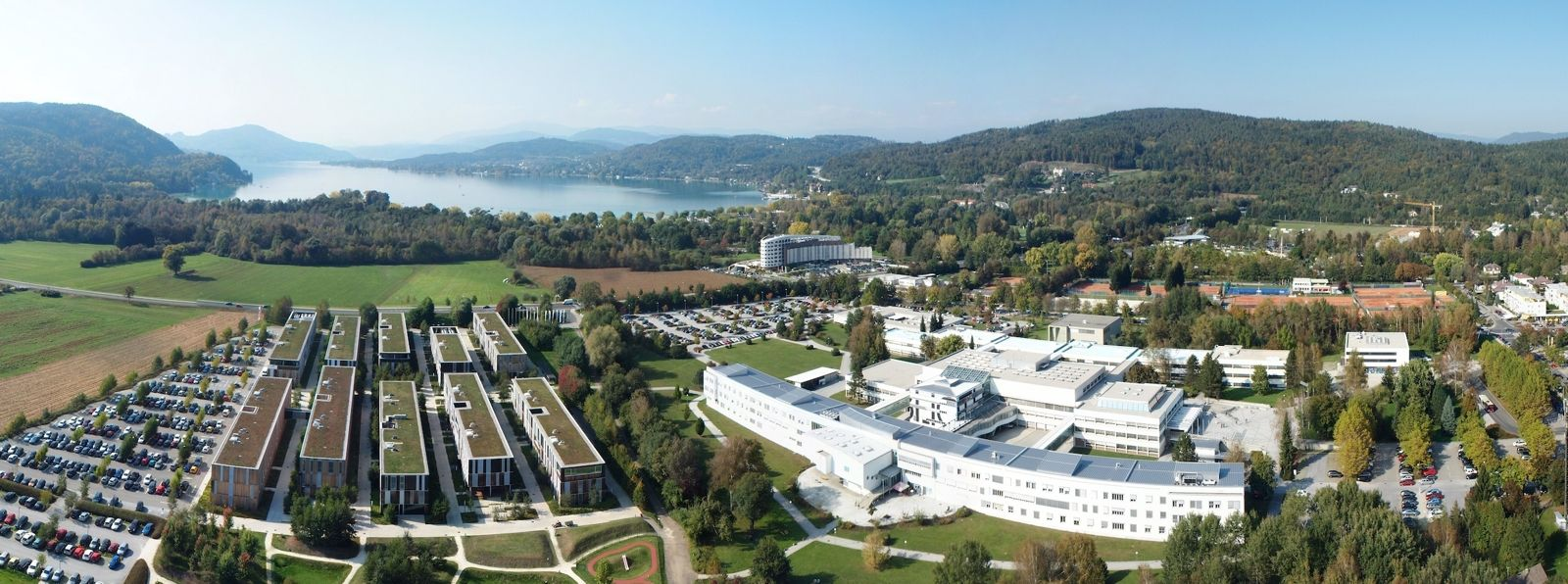
A Klagenfurti Egyetem és a mellette lévő tudományos-műszaki park

1947-ben a városban megépült Ausztria első, távfűtést is szolgáltató erőműve. 1955-ben elkészült az első magasépület, 1961-ben pedig a Wiener Gassén és a Kramergassén kijelölték az ország első gyalogoszónáját (röviddel később kibővítették az Alte Platz-cal). A háború utáni fejlesztések egyik fókuszpontja a közoktatás rendszerének fejlesztése volt. 1957-ben megnyílt a szlovén gimnázium, majd zenei középiskola, 1970-ben pedig tanárképző főiskola létesült. A főiskola 1975-ben egyetemi státuszt kapott, 1993-ban felvette a Klagenfurti Egyetem, 2004-ben pedig a Klagenfurti Alpok-Adria Egyetem nevet.
1963. április 13-án megszűnt a villamos- és egyidejűleg a trolibuszhálózat is. A korábbi két villamosvonal helyreállítására 2005-ben tanulmány készült, de a jelentős költségek és a várható csekély 12 500 fős utasszám miatt az ötletet elvetették.
Az 1973-as közigazgatási reform során négy nagy szomszédos települést (Viktring, Hörtendorf, Wölfnitz és St. Peter am Bichl) teljes egészében, valamint Ebenthal, Maria Wörth, Poggersdorf, Liebenfels községek részeit a tartományi fővároshoz csatolták, amelynek következtében annak területe kétszeresére – 12 030 hektárosra – duzzadt.
A városi tanács 2007. júliusi döntése értelmében 2008 februárjától a város neve Klagenfurt am Wörthersee-re módosult. Az intézkedés célja a turizmus fellendítése volt.

## Lakossága
Klagenfurt lakossága 2017. január 1-én 99 790 fő volt.
A becslések szerint 1400-ban kb. 3 ezren; a 16-17. századi fejlődés után, 1750-ben 7500-an élhettek a városban és a 10 ezres határt 1820 körül léphette át. Az 1869-es népszámláláskor az akkori városi tanács alá tartozó területek összlakossága meghaladta a 15 ezer főt. 1910-ben a szlovének aránya 6,1% volt; ez 1981-re 1,1%-ra csökkent. A város lakossága 2018-ban lépte át a 100 000 főt.
2016-ban 14 658 (14,8%) klagenfurtinak volt idegen állampolgársága; az ő 51,5%-uk az Európai Unióból (13,1%, 1924 fő Németországból) érkezett. A legnagyobb külföldi csoport a boszniai (2454 fő) volt. 18 577-en (18,7%) születtek külföldön (4233-an Boszniában, 2765-en Németországban).
2001-ben a lakosok 89,4%-ának volt a német az anyanyelve, 3,3%-nak a horvát, 1,9%-nak a szlovén, 0,2%-nak (208 fő) pedig a magyar.
A klagenfurtiak több mint kétharmada (68,8% 2001-ben) római katolikusnak vallja magát. A város 18 katolikus egyházközségre oszlik. Az evangélikus vallást 7,5%, az iszlámot 3,0%, az ortodox kereszténységet 1,5% követi. A felekezet nélküliek aránya 16,1%.

## Látnivalók

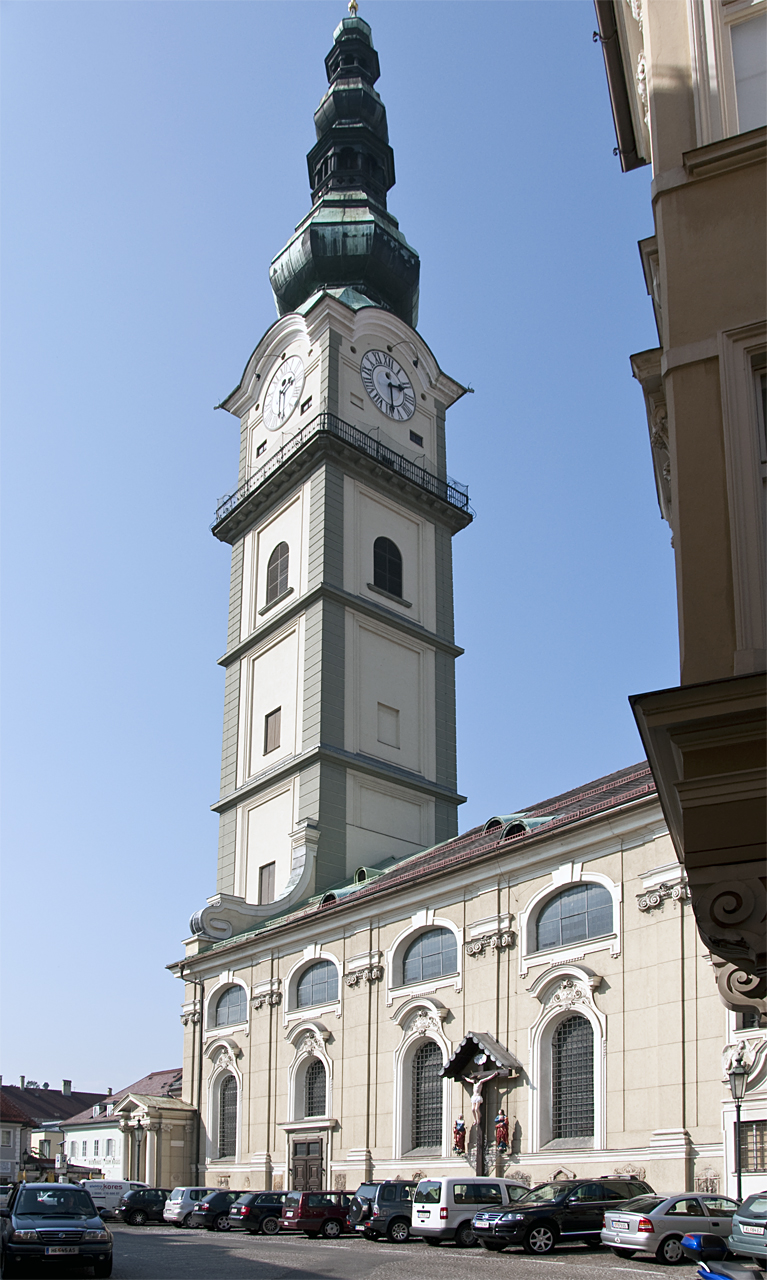
A Szent Egyed-templom

- a klagenfurti dóm, a gurki egyházmegye székesegyháza 1581-ben épült
- Szt. Egyed-plébániatemplom
- Szentlélek-templom
- az 1142-ben alapított viktringi apátság épületében ma középiskola működik, temploma plébániatemplom
- Lendorf és St. Peter am Bichl régi falusi templomai román stílusú freskóikkal
- az evangélikus János-templom (Johanneskirche)
- a megyeháza (Landhaus) a 16. század végén épült. Ma a tartományi kormányzat működik benne.
- a régi és az új városháza az Alten és a Neuen Platz-on (mindkettő 17. századi).
- a püspöki palota 1769–1776 között épült Mária Anna főhercegnő, Mária Terézia lánya számára.
- a városban mintegy húsz kastély van, többségük magántulajdonban. A nagyközönség által látogathatók közül legismertebb a Wörthi-tó partján fekvő Maria-Loretto kastély.
- a 16. századi, sárkányt ábrázoló Lindwurm-kút a Neuen Platz-on Klagenfurt egyik legismertebb jelképe
- a város alapítójának, Bernhard von Spanheimnek a szobra az Arthur Lemisch téren.
- a pestisjárvány emlékére emelt Szentháromság-oszlop az Alter Pltaz-on. A félhold és a kereszt az 1683-as török elleni győzelem után került rá.
- a Minimundus miniatűrpark
- a Happ-hüllőállatkert
- a botanikuskert

### Múzeumok

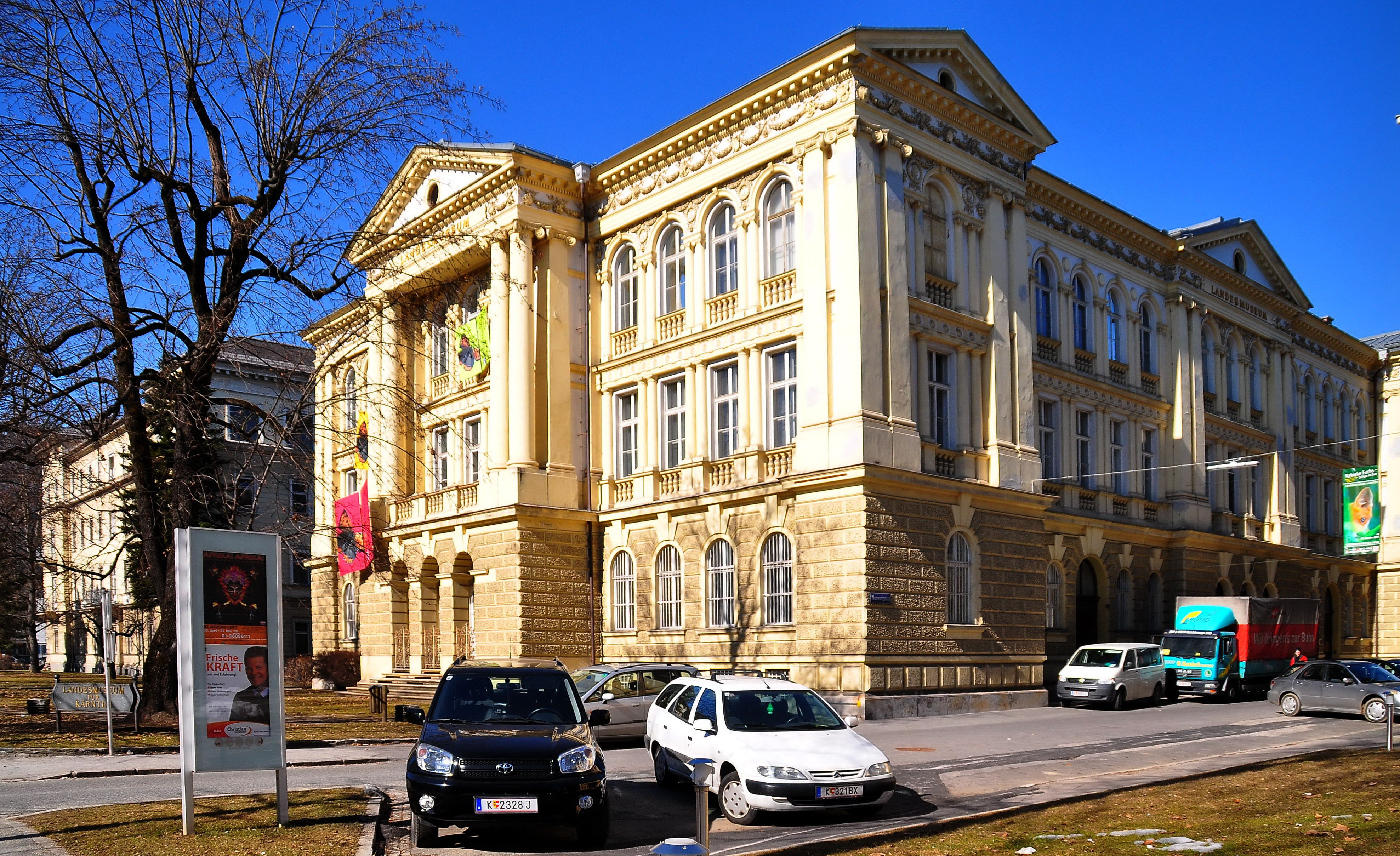
A tartományi múzeum

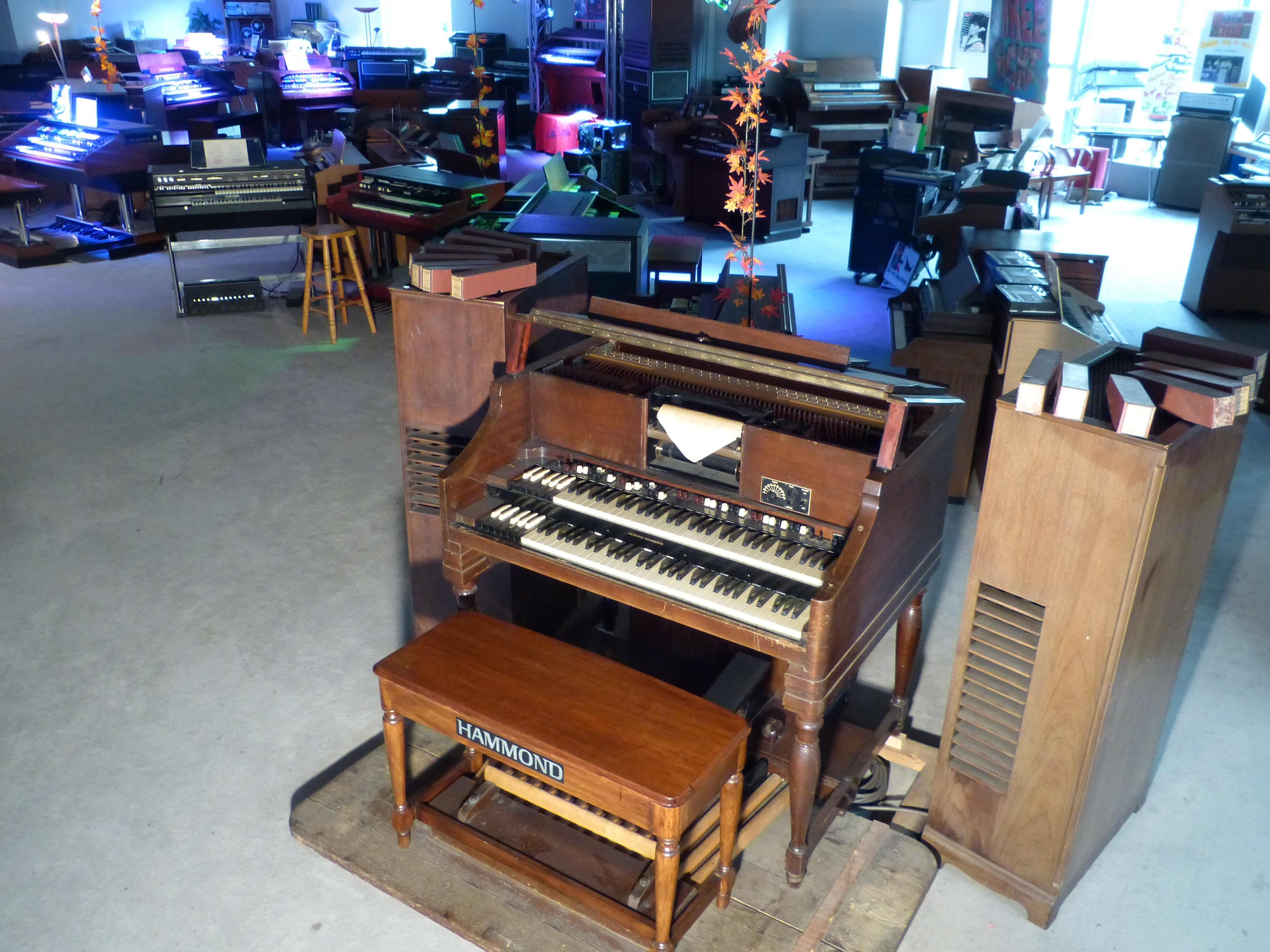
Az elektromos billentyűs hangszerek múzeuma

- a Karintiai Tartományi Múzeum (Kärntner Landesmuseum) vagy Rudolfinum a tartomány legnagyobb múzeuma; emellett a hozzá tartozó tartományi könyvtárral, saját kiadójával, képzett személyzetével jelentős tudományos intézmény. Kiállításai régészeti, művészeti, néprajzi, természetrajzi témájúak és van egy hangszerkiállítása is.
- az 1996-ban nyílt Klagenfurti Városi Galéria (Stadtgalerie Klagenfurt) a kortárs művészet mellett Klimt, Schiele, Kokoschka, Morandi, Feininger, Man Ray, Jean-Michel Basquiat, Paul Klee, Daniel Spoerri, Jean Tinguely, Meret Oppenheim, Max Ernst műveit is kiállítja.
- a Karintiai Modern Művészeti Múzeum állandó kiállítása elsősorban a tartomány országos vagy nemzetközi hírű művészeire koncentrál. Megtalálhatóak benne Hans Bischoffshausen, Kiki Kogelnik, Maria Lassnig, Hermann Nitsch vagy Hans Staudacher művei.
- az 1973-ban megnyílt Bányamúzeum a karintiai bányászat történetét mutatja be a Kreuzberglbe vájt 500 hosszú alagútban, amelyet a második világháborúban ástak ki.
- Koschat-múzeum. A viktringi születésű Thomas Koschat (1845-1914) zeneszerző és kasmester volt, ő alapította a bécsi udvari opera első kvintettjét.
- Robert Musil (1880-1942) író, színikritikus szülőházában irodalmi múzeum található.
- a Wörthi-tó partján fekvő Gustav Mahler-házban töltötte a zeneszerző a nyarait és több művét itt komponálta.
- az ehrentali mezőgazdasági múzeum.
- az 1987-ben alapított villanyzongoramúzeumban több mint 800 elektromos billentyűs hangszer látható.
- virtuális iskolamúzeum
- a Lendcanaltramway nosztalgiavillamos
- planetárium
- wissens.wert.welt hands-on múzeum gyerekeknek és felnőtteknek

## Sport

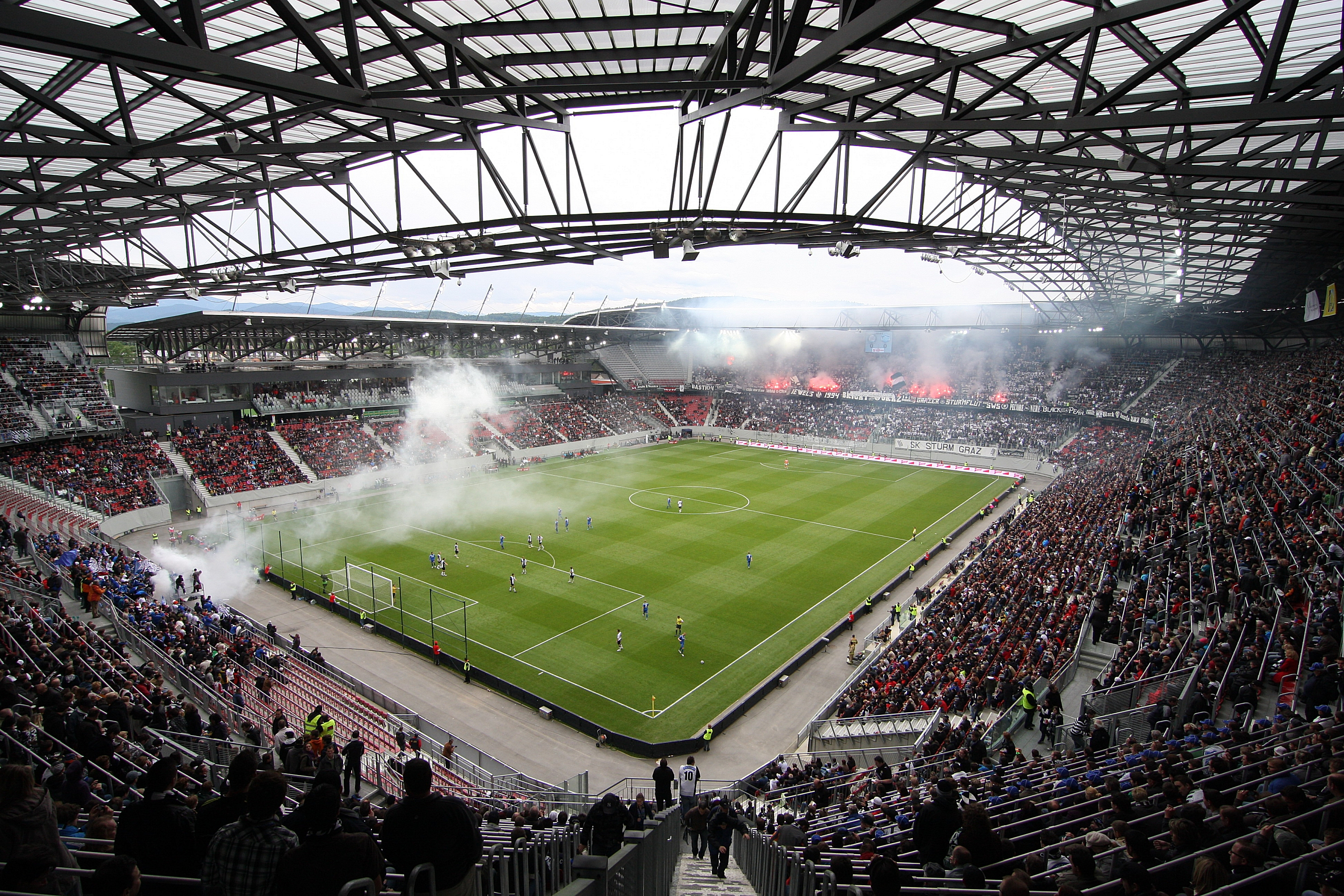
A Wörthersee Stadion

Klagenfurtban évente három sporteseményt rendeznek meg rendszeresen: a Karintiai Ironman Európa egyik legnagyobb triatlonversenyét 3000 résztvevővel; a karintiai félmaratont (2002 óta) és a strandröplabda Grand Slam sorozat egyik versenyét.
A város futballcsapata az SK Austria Klagenfurt a regionális (harmadosztályú) ligában játszik. A csapat 2007-ben alakult, miután a korábbi városi csapatok (SK Austria Kärnten, FC Kärnten) jogi viták miatt csődbe jutottak. Otthona a Wörthersee Stadion.
A klagenfurti EC Klagenfurter Athletiksport Club jégkorongcsapat az ország legsikeresebb csapata, 31-szer nyertek osztrák bajnokságot, legutóbb 2019-ben.
PBC Eintracht Klagenfurt biliárdcsapat ötszörös országos bajnok; két tagjuk, Jasmin Ouschan és Albin Ouschan világbajnokságot is nyert.
A kézilabdacsapat HC Kärnten az osztrák másodosztályban játszik.

## Gazdaság

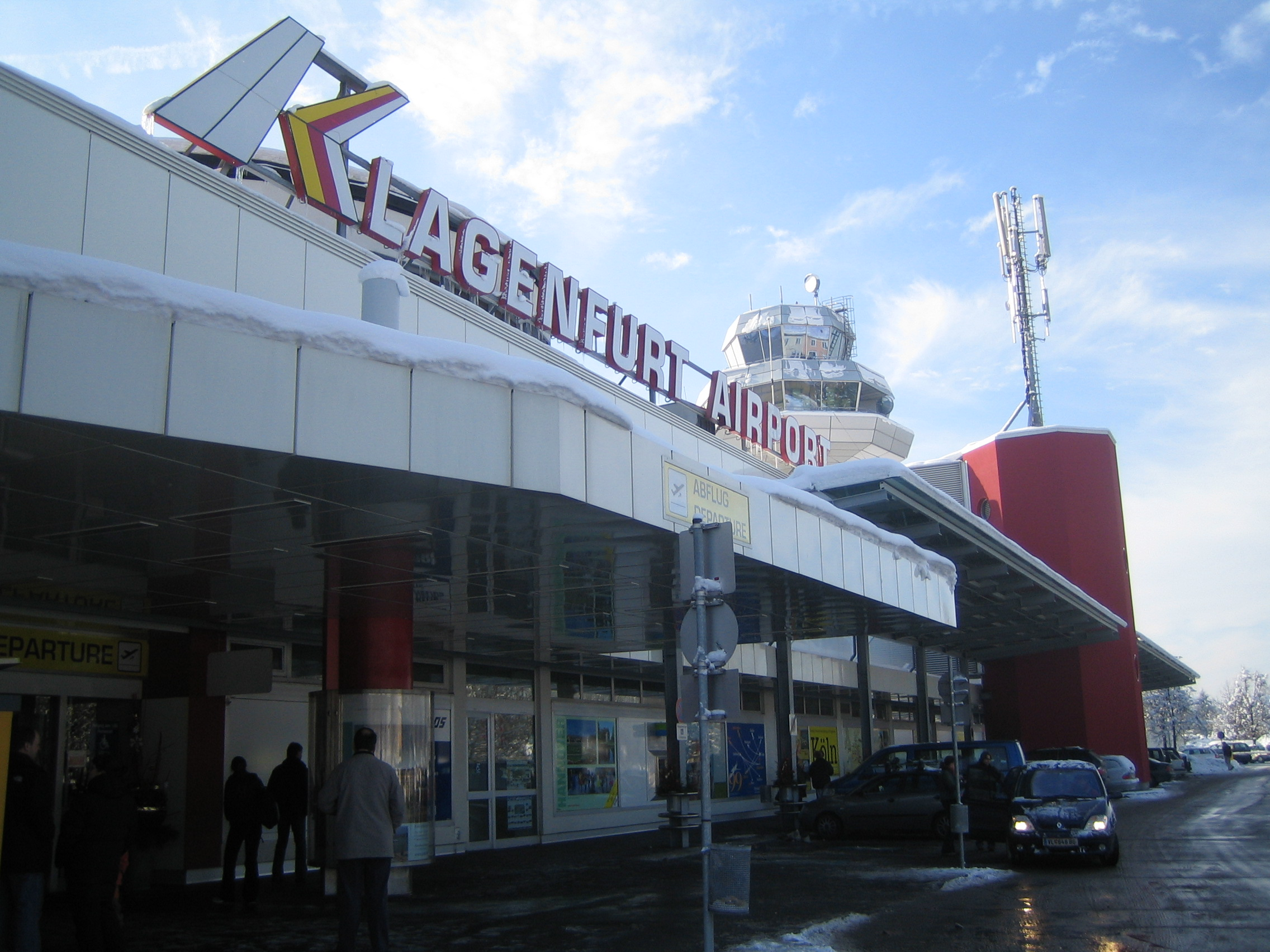
Az Alpok-Adria repülőtér

Klagenfurt gazdasági szempontból is Karintia fővárosa, a tartomány kereskedelmi cégeinek 22%-a és ipari vállalkozásainak 20%-a itt található.
A 2001-es adatok szerint 6134 vállalkozás 63 618 főt foglalkoztatott, közülük 33-nak volt 200-nál több dolgozója. 2011-re ezek az adatok 8832 cégre és 71 140 dolgozóra nőtt. 10 495-en ingáztak a városból kifelé, 35 654-en pedig befelé.
A gazdaság legjelentősebb ágai a könnyűipar, kis- és nagykereskedelem és a turizmus. Egyes nemzetközi cégek, mint a Siemens vagy a Philips megtelepedtek Klagenfurtban. A helyi vállalatok közül az egyik legfontosabb a Kärntner Elektrizitätsgesellschaft AG elektromos szolgáltató. A városban működik a Pago gyümölcslé- és a Stroh Austria rumgyártó üzem.
A város reptere az 1925 óta működő Alpok-Adria repülőtér. 2008-ban 430 ezer utas volt a forgalma, amivel a legkisebb a hat osztrák nemzetközi repülőtér között.

## Híres klagenfurtiak
- Ingeborg Bachmann (1926–1973) író, költő
- Willy Böckl (1893–1975) olimpiai ezüstérmes korcsolyázó
- Herbert Boeckl (1894–1966) festő
- Maximilian Daublebsky von Sterneck (1829–1897) admirális, a Császári Haditengerészet parancsnoka
- Günther Domenig (1934–2012) építész
- Karl Kajetan von Gaisruck (1769–1846) milánói érsek
- Stephanie Graf (1973-) olimpiai ezüstérmes középtávfutó
- Udo Jürgens (1934–2014) énekes, zeneszerző
- Stefan Koubek (1977-) teniszező
- Robert Musil (1880–1942) író, színikritikus
- Danny Nucci (1968-) színész
- Ursula Plassnik (1956-) politikus, külügyminiszter
- Markus Ragger (1988-) sakkozó
- Hanns Albin Rauter (1895–1949) náci politikus, a megszállt Hollandia rendőrfőnöke
- Horst Skoff (1968–2008) teniszező
- Josef Stefan (1835–1893) matematikus

## Testvérvárosai
- Wiesbaden, Németország (1930 óta)
- Venlo, Hollandia (1961 óta)
- Gorizia, Olaszország (1965 óta)
- Nova Gorica, Szlovénia (1965 óta)
- Gladsaxe, Dánia (1969 óta)
- Dessau, Németország (1970 óta)
- Dusanbe, Tádzsikisztán (1973 óta)
- Dachau, Németország (1974 óta)
- Rzeszów, Lengyelország (1975 óta)
- Nagyszeben, Románia (1990 óta)
- Zalaegerszeg, Magyarország (1990 óta)
- Názáret, Izrael (1992 óta)
- Csernyivci, Ukrajna (1992 óta)
- Tarragona, Spanyolország (1994 óta)
- Nanning, Kína (2001 óta)
- Laval, Kanada (2005 óta)

## Fordítás
- Ez a szócikk részben vagy egészben  a   Klagenfurt am Wörthersee című német Wikipédia-szócikk ezen változatának fordításán alapul.  Az eredeti cikk szerkesztőit annak laptörténete sorolja fel. Ez a jelzés csupán a megfogalmazás eredetét és a szerzői jogokat jelzi, nem szolgál a cikkben szereplő információk forrásmegjelöléseként.